# Towar paczkowany

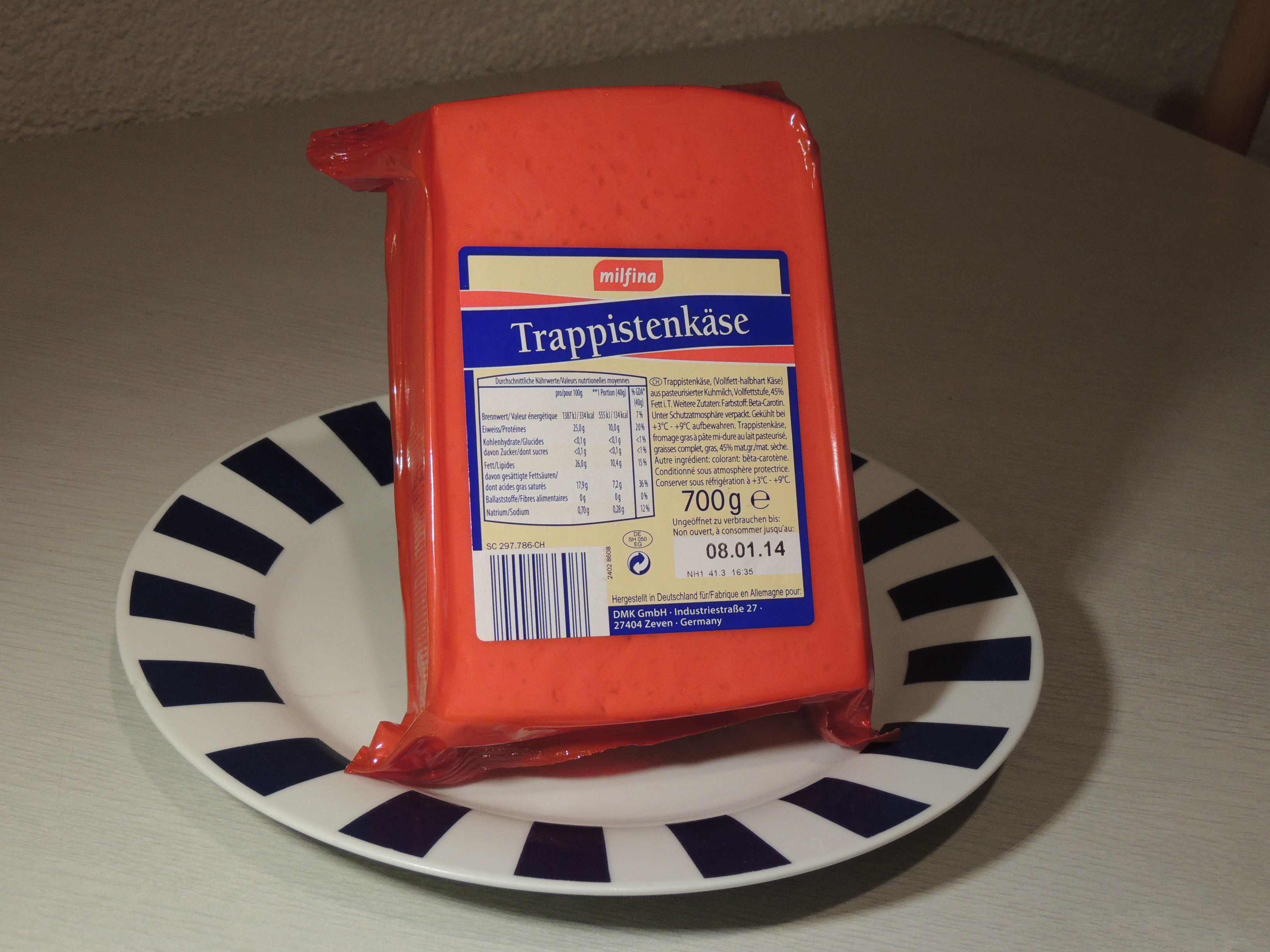
Przykład towaru paczkowanego – ser w opakowaniu o ilości nominalnej 700 g z widocznym znakiem „e”. Opakowania nie da się otworzyć bez jego trwałego uszkodzenia.

Towar paczkowany – towar, w którym produkt umieszczony jest w opakowaniu jednostkowym dowolnego rodzaju (np. w pudełku, worku foliowym, blistrze, butelce czy puszce), którego ilość nominalna jest stała dla całej partii produkcyjnej, nie przekracza 50 kg lub 50 l, jest odmierzana bez udziału nabywcy i nie może zostać zmieniona bez naruszenia opakowania. Produkcja, import, sprowadzanie oraz wprowadzanie do obrotu towarów paczkowanych podlega obowiązkowemu zgłoszeniu do Okręgowego Urzędu Miar. Definicja i wymagania dotyczące towarów paczkowanych wynikają z Ustawy o towarach paczkowanych (Dz.U. z 2022 r. poz. 2255).

## Oznaczenie towarów paczkowanych
Towary paczkowane muszą być oznaczone w sposób zgodny z ustawą. Oznakowanie musi być łatwe do odczytania, widoczne oraz niemożliwe do usunięcia bez uszkodzenia opakowania. Musi zawierać nazwę produktu, ilość nominalną w opakowaniu oraz dane firmy paczkującej, zlecającej paczkowanie, sprowadzającej lub importującej dany towar. Ilość nominalna towaru paczkowanego oznaczana jest na opakowaniu znakiem „e” (od ang. estimated – wartość szacunkowa), który umieszczony jest obok wartości nominalnej masy lub objętości. Takie oznaczenie potwierdza, że ilość produktu w opakowaniu różni się od podanej ilości nominalnej w dozwolonym zakresie wynikającym z Ustawy o towarach paczkowanych.